# Crax pinima
Crax pinima, "belemhocko", är en fågel i familjen trädhöns inom ordningen hönsfåglar. Den betraktas oftast som underart till gulnäbbad hocko (Crax fasciolata), men urskiljs sedan 2014 av IUCN och Birdlife International som egen art. Den kategoriseras av IUCN som akut hotad. Fågeln förekommer i nordöstra Brasilien i nordöstra Pará (österut från nedre Río Tocantins) och norra Maranhão. Den har inte setts i det vilda sedan slutet av 1970-talet.